# 畢諶
畢諶（？—？），東平國须昌县（今山东省泰安市东平县）人，東漢末年官員，曹操下屬。

## 生平
曹操擔任兗州刺史後，讓畢諶擔任兗州別駕。張邈迎接呂布背叛曹操後，挾持畢諶家屬作為人質。曹操允許畢諶回家探親，畢諶頓首辭別表示絕無二心。曹操一度被其感動。但畢諶卻再也沒主動回歸。呂布被擊敗後，曹軍俘虜了畢諶，眾人替他感到擔心，曹操表示「一個人既然對親人孝順，難道會不忠於君嗎？」，並繼續讓他擔任司空掾。後來又提拔為魯相。